# محشوش
محشوش أكلة سعودية شعبية، من أشهر أكلات منطقة جازان، وأبرز أطباق عيد الأضحى في جازان وبعض مناطق تهامة، تتكون من لحم الخروف وشحمه وبعض البهارات، وتعد وجبة ذات سعرات حرارية مرتفعة، سميت «محشوش» بسبب الطريقة التي تصنع بها، وهي تقطيع كميات من اللحم والشحم إلى أجزاء صغيرة، وهو ما يدعى محليًا بـ «الحش»، وهي واحدة من العادات الاجتماعية، التي يشترك فيها جميع أفراد العائلة، ويبذل كل شخص منهم ما يستطيع في تقديم هذه الأكلة التي تُعد من أهم الأكلات في مائدة العيد وأكثرها صعوبة لما تتطلبه من الوقت والجهد، وعادةً يتم تخزين «المحشوش» بعد يوم العيد في درجة حرارة منخفضة ليبقى حاضرًا على المائدة لأيام عديدة.

## المكونات
1. لحم خروف
2. شحم خروف
3. بهارات (هيل- فلفل أسود- كمون- قرفة- كركم)[4][5]